# Johan Lundersten
Johan Lundersten, född den 22 juli 1646 i Lundby prästgård, död den 11 augusti 1713 i Lund, var en svensk professor i filosofi vid Lunds universitet.

## Biografi
Lundersten var son till kyrkoherden i Lundby Andreas Petri Kärling (1612-1654) och dennes tyskfödda hustru Catharina von Jost (Just, Josten). Sju år gammal inskrevs han vid gymnasiet i Göteborg där han stannade i tretton år. Han blev därefter student vid Greifswalds universitet i svenska Pommern, men studerade även vid andra tyska lärosäten. 1671 återkom han till Sverige och fick anställning som privatlärare för greve Gilius Ehrenbergs söner. Under denna tid tilldrog sig Lundersten riksdrotset Per Brahe den yngres uppmärksamhet och blev genom denne informator för ett par unga grevar Lewenhaupt. Med dessa vistades han i såväl Lund som Uppsala och gjorde även en utrikes resa till Tyskland och Holland. Under denna resa kallades han 1682 till tillförordnad professor i "logik och metafysik" (teoretisk filosofi) vid det detta år återupprättade Lunds universitet.
I Lund blev Lundersten 1684 ordinarie innehavare av professuren i praktisk filosofi ("ethices professor") och kombinerade från 1687 denna med undervisningsskyldighet även i natur- och folkrätt. Han kom därigenom att äga säte i såväl den filosofiska som den juridiska fakulteten. 
Under sin professorstid presiderade Lundersten vid 49 disputationer, var promotor vid en magisterpromotion och hann två gånger vara universitetets rector magnificus. Framför allt gjorde han sig dock känd som en av universitetets mest trätgiriga lärare, och är särskilt känd för sina återkommande konflikter med teologiprofessorn Thomas Ihre. Dessa strider hade 1690 gått så långt att universitetskanslern Erik Lindschöld tvang de stridande parterna till en formell förlikning där Lundersten tvingades återkalla alla sina stridsskrifter mot kollegor. 
Under sina sista år var Lundersten av åldersskäl i stor utsträckning förhindrad från att utföra sina professorssysslor.

## Familj
Lundersten var från 1686 gift med Anna Catharina Ehrenborg (1651-1720), dotter till ämbetsmannen Jens Mikkelsen (adlad Ehrenborg) och syster till juridikprofessorn Richard Ehrenborg. I äktenskapet föddes fem barn, däribland sonen Anders (Andreas), vilken som ryttmästare 1719 adlades under namnet Rosensten men ej introducerades på Riddarhuset. Anna Catharina Ehrenborg hade tidigare varit gift med Lunderstens professorskollega, matematikern Martin Nordeman och Lundersten blev därigenom styvfar till dennes son Olof, 1719 adlad Nordenstråle och sedermera riksråd samt kansler för Lunds universitet.